# Emmy do Primetime de melhor ator coadjuvante em minissérie ou telefilme
O Emmy do Primetime de melhor ator coadjuvante em minissérie ou telefilme é uma das categorias de premiação atribuída nos Prémios Emmy do Primetime.

## Vencedores e indicados

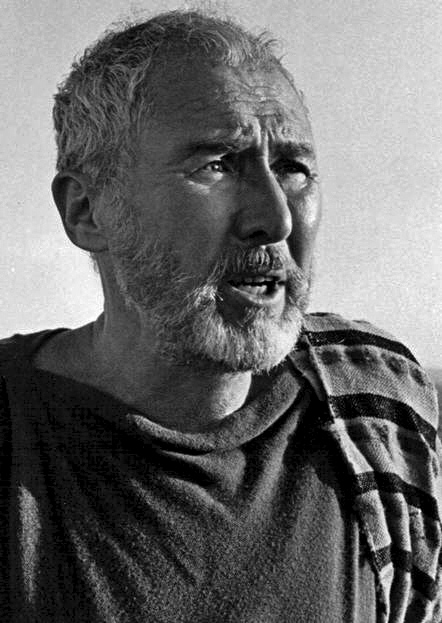
Anthony Quayle foi o primeiro vencedor dessa categoria por seu personagem "Tom Banniester" na minissérie QB VII.

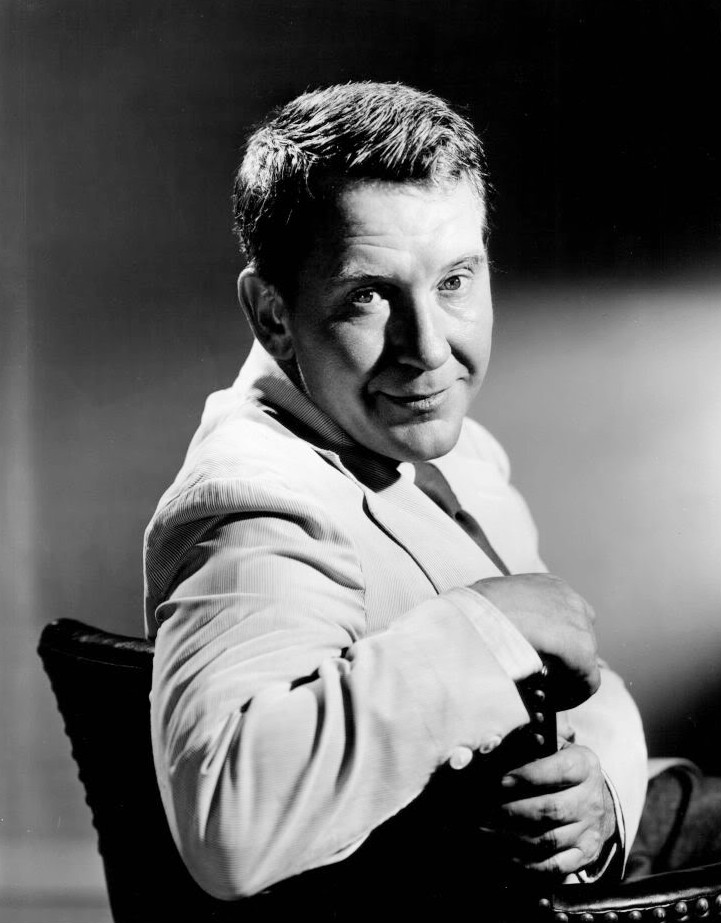
Burgess Meredith foi indicado duas vezes por seus personagens "Joseph N. Welch" em Tail Gunner Joe e "Cardinal Burke" em The Last Hurrah, Meredith venceu por sua atuação no telefilme Tail Gunner Joe.

|  | Indica o vencedor |

### 1970s
| Ano                          | Ator                    | Papel                                       | Programa | Canal | Ref. |
| ---------------------------- | ----------------------- | ------------------------------------------- | -------- | ----- | ---- |
| 1974–1975 (27th)             |                         |                                             |          |       |      |
| Anthony Quayle               | Tom Banniester          | QB VII                                      | ABC      |       |      |
| Ralph Bellamy                | Adlai Stevenson         | The Missiles of October                     | ABC      |       |      |
| Jack Hawkins                 | Justice Gilroy          | QB VII                                      | ABC      |       |      |
| Trevor Howard                | Abbé Faria              | The Count of Monte Cristo                   | NBC      |       |      |
| 1975–1976 (28th)             |                         |                                             |          |       |      |
| Ed Flanders                  | Phil Hogan              | A Moon for the Misbegotten                  | ABC      |       |      |
| Ray Bolger                   | Billy Rice              | The Entertainer                             | NBC      |       |      |
| Art Carney                   | Thornton Alman          | Katherine                                   | ABC      |       |      |
| 1976–1977 (29th)             |                         |                                             |          |       |      |
| Burgess Meredith             | Joseph N. Welch         | Tail Gunner Joe                             | NBC      |       |      |
| Martin Balsam                | Daniel Cooper           | Raid on Entebbe                             | ABC      |       |      |
| Mark Harmon                  | Robert Hugo Dunlap      | Eleanor and Franklin: The White House Years | ABC      |       |      |
| Yaphet Kotto                 | Idi Amin                | Raid on Entebbe                             | ABC      |       |      |
| Walter McGinn (postumamente) | Louis Howe              | Eleanor and Franklin: The White House Years | ABC      |       |      |
| 1977–1978 (30th)             |                         |                                             |          |       |      |
| Howard Da Silva              | Eddie                   | Verna: USO Girl                             | PBS      |       |      |
| James Farentino              | Simon Peter             | Jesus of Nazareth                           | NBC      |       |      |
| Burgess Meredith             | Cardinal Burke          | The Last Hurrah                             | NBC      |       |      |
| Donald Pleasence             | Vladimir Popov          | The Defection of Simas Kudirka              | CBS      |       |      |
| Efrem Zimbalist Jr.          | Mike Long               | A Family Upside Down                        | NBC      |       |      |
| 1978–1979 (31st)             |                         |                                             |          |       |      |
| Marlon Brando                | George Lincoln Rockwell | Roots: The Next Generations                 | ABC      |       |      |
| Al Freeman Jr.               | Malcolm X               | Roots: The Next Generations                 | ABC      |       |      |
| Ed Flanders                  | Calvin Coolidge         | Backstairs at the White House               | NBC      |       |      |
| Paul Winfield                | Dr. Horace Huguley      | Roots: The Next Generations                 | ABC      |       |      |
| Robert Vaughn                | Woodrow Wilson          | Backstairs at the White House               | NBC      |       |      |

### 1980s
| Ano                           | Ator                                 | Papel                                        | Programa   | Canal | Ref. |
| ----------------------------- | ------------------------------------ | -------------------------------------------- | ---------- | ----- | ---- |
| 1979–1980 (32nd)              |                                      |                                              |            |       |      |
| George Grizzard               | Floyd Kincaid                        | The Oldest Living Graduate                   | NBC        |       |      |
| Ernest Borgnine               | Stanislaus Katczinsky                | All Quiet on the Western Front               | CBS        |       |      |
| John Cassavetes               | Gus Caputo                           | Flesh & Blood                                | CBS        |       |      |
| Charles Durning               | Commissioner Russell Oswald          | Attica                                       | ABC        |       |      |
| Harold Gould                  | Louis B. Mayer                       | The Scarlett O'Hara War                      | NBC        |       |      |
| 1980–1981 (33rd)              |                                      |                                              |            |       |      |
| David Warner                  | Pomponius Falco                      | Masada                                       | ABC        |       |      |
| Andy Griffith                 | Ash Robinson                         | Murder in Texas                              | NBC        |       |      |
| Yuki Meguro                   | Omi                                  | Shōgun                                       | NBC        |       |      |
| Anthony Quayle                | Rubrius Gallus                       | Masada                                       | ABC        |       |      |
| John Rhys-Davies              | Vasco Rodrigues                      | Shōgun                                       | NBC        |       |      |
| 1981–1982 (34th)              |                                      |                                              |            |       |      |
| Laurence Olivier              | Lord Marchmain                       | Brideshead Revisited                         | PBS        |       |      |
| Jack Albertson (postumamente) | Poppa MacMahon                       | My Body, My Child                            | ABC        |       |      |
| John Gielgud                  | Edward Ryder                         | Brideshead Revisited                         | PBS        |       |      |
| Derek Jacobi                  | Adolf Hitler                         | Inside the Third Reich                       | ABC        |       |      |
| Leonard Nimoy                 | Morris Meyerson                      | A Woman Called Golda                         | Syndicated |       |      |
| 1982–1983 (35th)              |                                      |                                              |            |       |      |
| Richard Kiley                 | Paddy Cleary                         | The Thorn Birds                              | ABC        |       |      |
| Ralph Bellamy                 | Franklin D. Roosevelt                | The Winds of War                             | ABC        |       |      |
| Bryan Brown                   | Luke O'Neill                         | The Thorn Birds                              | ABC        |       |      |
| Christopher Plummer           | Archbishop Vittorio Contini-Verchese | The Thorn Birds                              | ABC        |       |      |
| David Threlfall               | Smike                                | The Life and Adventures of Nicholas Nickleby | Syndicated |       |      |
| 1983–1984 (36th)              |                                      |                                              |            |       |      |
| Art Carney                    | Tony                                 | Terrible Joe Moran                           | CBS        |       |      |
| Keith Carradine               | Foxy Funderburke                     | Chiefs                                       | CBS        |       |      |
| John Gielgud                  | Lord Durrisdeer                      | The Master of Ballantrae                     | CBS        |       |      |
| John Lithgow                  | Joe Huxley                           | The Day After                                | ABC        |       |      |
| Randy Quaid                   | Harold "Mitch" Mitchell              | A Streetcar Named Desire                     | ABC        |       |      |
| David Ogden Stiers            | William Milligan Sloane              | The First Olympics: Athens 1896              | NBC        |       |      |
| 1984–1985 (37th)              |                                      |                                              |            |       |      |
| Karl Malden                   | Freddy Kassab                        | Fatal Vision                                 | NBC        |       |      |
| Richard Burton (postumamente) | Phipps Ogden                         | Ellis Island                                 | CBS        |       |      |
| John Gielgud                  | Theodore Woodward                    | Romance on the Orient Express                | NBC        |       |      |
| Richard Masur                 | Aryon Greydanus                      | The Burning Bed                              | NBC        |       |      |
| Rip Torn                      | Lewis Slaton                         | The Atlanta Child Murders                    | CBS        |       |      |
| 1985–1986 (38th)              |                                      |                                              |            |       |      |
| John Malkovich                | Biff Loman                           | Death of a Salesman                          | CBS        |       |      |
| Charles Durning               | Charley                              | Death of a Salesman                          | CBS        |       |      |
| John Glover                   | Victor DiMato                        | An Early Frost                               | NBC        |       |      |
| Harold Gould                  | Dr. Marvin Elias                     | Mrs. Delafield Wants to Marry                | CBS        |       |      |
| Pat Morita                    | Tommy Tanaka                         | Amos                                         | CBS        |       |      |
| 1986–1987 (39th)              |                                      |                                              |            |       |      |
| Dabney Coleman                | Martin Costigan                      | Sworn to Silence                             | ABC        |       |      |
| Stephen Collins               | Billy Grenville Jr.                  | The Two Mrs. Grenvilles                      | NBC        |       |      |
| John Glover                   | Richard Behrens                      | Nutcracker: Money, Madness and Murder        | NBC        |       |      |
| Laurence Olivier              | Harry Burrard                        | Lost Empires                                 | PBS        |       |      |
| Eli Wallach                   | Norman Voss                          | Something in Common                          | CBS        |       |      |
| 1987–1988 (40th)              |                                      |                                              |            |       |      |
| John Shea                     | Bill Stern                           | Baby M                                       | ABC        |       |      |
| Dabney Coleman                | Gary Skoloff                         | Baby M                                       | ABC        |       |      |
| Anthony Quinn                 | Socrates Onassis                     | Onassis: The Richest Man in the World        | ABC        |       |      |
| Ron Silver                    | Ron Levin                            | Billionaire Boys Club                        | ABC        |       |      |
| Bruce Weitz                   | Rick Whitehead                       | Baby M                                       | ABC        |       |      |
| 1988–1989 (41st)              |                                      |                                              |            |       |      |
| Derek Jacobi                  | The Imposter                         | The Tenth Man                                | CBS        |       |      |
| Armand Assante                | Richard Mansfield                    | Jack the Ripper                              | CBS        |       |      |
| Danny Glover                  | Bob Smith                            | My Name Is Bill W.                           | CBS        |       |      |
| James Garner                  | Joshua Deets                         | Lonesome Dove                                | CBS        |       |      |
| Corin Nemec                   | Steven Stayner                       | I Know My First Name is Steven               | NBC        |       |      |

### 1990s
| Ano                        | Ator                          | Papel                                                                         | Programa       | Canal | Ref. |
| -------------------------- | ----------------------------- | ----------------------------------------------------------------------------- | -------------- | ----- | ---- |
| 1989–1990 (42nd)           |                               |                                                                               |                |       |      |
| Vincent Gardenia           | Michael Aylott                | Age-Old Friends                                                               | HBO            |       |      |
| Ned Beatty                 | Cornelius Van Horne           | Last Train Home                                                               | Family Channel |       |      |
| Brian Dennehy              | Ed Reivers                    | A Killing in a Small Town                                                     | CBS            |       |      |
| Anthony Hopkins            | Abel Magwitch                 | Great Expectations                                                            | Disney Channel |       |      |
| James Earl Jones           | Alice                         | By Dawn's Early Light                                                         | HBO            |       |      |
| Max von Sydow              | Szaz                          | Red King, White Knight                                                        | HBO            |       |      |
| 1990–1991 (43rd)           |                               |                                                                               |                |       |      |
| James Earl Jones           | Junius Jackson                | Heat Wave                                                                     | TNT            |       |      |
| Rubén Blades               | Count Giuseppe Pepito Abatino | The Josephine Baker Story                                                     | HBO            |       |      |
| David Dukes                | Jo Bouillon                   | The Josephine Baker Story                                                     | HBO            |       |      |
| Richard Kiley              | Earl Warren                   | Separate But Equal                                                            | ABC            |       |      |
| Leon Russom                | Titus Wardlow                 | Long Road Home                                                                | NBC            |       |      |
| 1991–1992 (44th)           |                               |                                                                               |                |       |      |
| Hume Cronyn                | Ben                           | Broadway Bound                                                                | ABC            |       |      |
| Brian Dennehy              | Dixon Hartnell                | The Burden of Proof                                                           | ABC            |       |      |
| Héctor Elizondo            | Lieutenant Angel              | Mrs. Cage                                                                     | PBS            |       |      |
| Jerry Orbach               | Jack                          | Broadway Bound                                                                | ABC            |       |      |
| Ben Vereen                 | Randall                       | Intruders                                                                     | CBS            |       |      |
| 1992–1993 (45th)           |                               |                                                                               |                |       |      |
| Beau Bridges               | Terry Harper                  | The Positively True Adventures of the Alleged Texas Cheerleader-Murdering Mom | HBO            |       |      |
| Brian Dennehy              | John McArthur                 | Murder in the Heartland                                                       | ABC            |       |      |
| Jonathan Pryce             | Henry Kravis                  | Barbarians at the Gate                                                        | HBO            |       |      |
| Peter Riegert              | Peter A. Cohen                | Barbarians at the Gate                                                        | HBO            |       |      |
| Maximilian Schell          | Vladimir Lenin                | Stalin                                                                        | HBO            |       |      |
| 1993–1994 (46th)           |                               |                                                                               |                |       |      |
| Michael A. Goorjian        | David Goodson                 | David's Mother                                                                | CBS            |       |      |
| Alan Alda                  | Dr. Robert Gallo              | And the Band Played On                                                        | HBO            |       |      |
| Matthew Broderick          | John                          | A Life in the Theatre                                                         | TNT            |       |      |
| Richard Gere               | The Choreographer             | And the Band Played On                                                        | HBO            |       |      |
| Ian McKellen               | Bill Kraus                    | And the Band Played On                                                        | HBO            |       |      |
| 1994–1995 (47th)           |                               |                                                                               |                |       |      |
| Donald Sutherland          | Mikhail Fetisov               | Citizen X                                                                     | HBO            |       |      |
| Jeffrey DeMunn             | Chikatillo                    | Citizen X                                                                     | HBO            |       |      |
| Sam Elliott                | "Wild Bill" Hickok            | Buffalo Girls                                                                 | CBS            |       |      |
| Ben Kingsley               | Potiphar                      | Joseph                                                                        | TNT            |       |      |
| Edward James Olmos         | Wilson Pinheiro               | The Burning Season                                                            | HBO            |       |      |
| 1995–1996 (48th)           |                               |                                                                               |                |       |      |
| Tom Hulce                  | Peter Patrone                 | The Heidi Chronicles                                                          | TNT            |       |      |
| Andre Braugher             | Benjamin O. Davis             | The Tuskegee Airmen                                                           | HBO            |       |      |
| John Goodman               | Harold "Mitch" Mitchell       | A Streetcar Named Desire                                                      | CBS            |       |      |
| Ian McKellen               | Tsar Nicholas II              | Rasputin: Dark Servant of Destiny                                             | HBO            |       |      |
| Treat Williams             | Michael Ovitz                 | The Late Shift                                                                | HBO            |       |      |
| 1996–1997 (49th)           |                               |                                                                               |                |       |      |
| Beau Bridges               | James Farley                  | The Second Civil War                                                          | HBO            |       |      |
| Obba Babatundé             | Willie Johnson                | Miss Evers' Boys                                                              | HBO            |       |      |
| Michael Caine              | F.W. de Klerk                 | Mandela e De Klerk                                                            | Showtime       |       |      |
| Ossie Davis                | Mr. Evers                     | Miss Evers' Boys                                                              | HBO            |       |      |
| Joe Mantegna               | Pippi De Lena                 | The Last Don                                                                  | CBS            |       |      |
| 1997–1998 (50th)           |                               |                                                                               |                |       |      |
| George C. Scott            | Juror #3                      | 12 Angry Men                                                                  | Showtime       |       |      |
| Hume Cronyn                | Juror #9                      | 12 Angry Men                                                                  | Showtime       |       |      |
| Gregory Peck               | Father Mapple                 | Moby Dick                                                                     | USA            |       |      |
| Martin Short               | Frik                          | Merlin                                                                        | NBC            |       |      |
| J. T. Walsh (postumamente) | Ray Percy                     | Hope                                                                          | TNT            |       |      |
| 1998–1999 (51st)           |                               |                                                                               |                |       |      |
| Peter O'Toole              | Bishop Pierre Cauchon         | Joan of Arc                                                                   | CBS            |       |      |
| Beau Bridges               | E. K. Hornbeck                | Inherit the Wind                                                              | Showtime       |       |      |
| Don Cheadle                | Sammy Davis Jr.               | The Rat Pack                                                                  | HBO            |       |      |
| Peter Fonda                | Frank O'Connor                | The Passion of Ayn Rand                                                       | Showtime       |       |      |
| Joe Mantegna               | Dean Martin                   | The Rat Pack                                                                  | HBO            |       |      |

### 2000s
| Ano                    | Ator                                                                                       | Papel                                     | Programa | Canal | Ref. |
| ---------------------- | ------------------------------------------------------------------------------------------ | ----------------------------------------- | -------- | ----- | ---- |
| 1999–2000 (52nd)       |                                                                                            |                                           |          |       |      |
| Hank Azaria            | Mitch Albom                                                                                | Tuesdays with Morrie                      | ABC      |       |      |
| Klaus Maria Brandauer  | Otto Preminger                                                                             | Introducing Dorothy Dandridge             | HBO      |       |      |
| James Cromwell         | William Randolph Hearst                                                                    | RKO 281                                   | HBO      |       |      |
| Danny Glover           | Will Walker                                                                                | Freedom Song                              | Showtime |       |      |
| John Malkovich         | Herman Mankiewicz                                                                          | RKO 281                                   | HBO      |       |      |
| 2000–2001 (53rd)       |                                                                                            |                                           |          |       |      |
| Brian Cox              | Hermann Göring                                                                             | Nuremberg                                 | TNT      |       |      |
| Alan Alda              | Willie Walters                                                                             | Club Land                                 | Showtime |       |      |
| Colin Firth            | Stuckart                                                                                   | Conspiracy                                | HBO      |       |      |
| Victor Garber          | Sidney Luft                                                                                | Life with Judy Garland: Me and My Shadows | ABC      |       |      |
| Ian Holm               | Patrick                                                                                    | The Last of the Blonde Bombshells         | HBO      |       |      |
| Stanley Tucci          | Adolf Eichmann                                                                             | Conspiracy                                | HBO      |       |      |
| 2001–2002 (54th)       |                                                                                            |                                           |          |       |      |
| Michael Moriarty       | Winton Dean                                                                                | James Dean                                | TNT      |       |      |
| Alec Baldwin           | Robert McNamara                                                                            | Path to War                               | HBO      |       |      |
| Jim Broadbent          | Desmond Morton                                                                             | The Gathering Storm                       | HBO      |       |      |
| Don Cheadle            | Chuck                                                                                      | Things Behind the Sun                     | Showtime |       |      |
| Jon Voight             | Jürgen Stroop                                                                              | Uprising                                  | NBC      |       |      |
| 2002–2003 (55th)       |                                                                                            |                                           |          |       |      |
| Ben Gazzara            | Nick Piccolo                                                                               | Hysterical Blindness                      | HBO      |       |      |
| Alan Arkin             | Harry Rowen                                                                                | The Pentagon Papers                       | FX       |       |      |
| Chris Cooper           | Thomas Riversmith                                                                          | My House in Umbria                        | HBO      |       |      |
| John Malkovich         | Charles Maurice de Talleyrand-Périgord                                                     | Napoléon                                  | A&E      |       |      |
| Peter O'Toole          | Paul von Hindenburg                                                                        | Hitler: The Rise of Evil                  | CBS      |       |      |
| 2003–2004 (56th)       |                                                                                            |                                           |          |       |      |
| Jeffrey Wright         | Mr. Lies / Norman "Belize" Ariaga / Homeless Man / The Angel Europa / The Antarctic Eskimo | Angels in America                         | HBO      |       |      |
| Justin Kirk            | Prior Walter / Leatherman in Park                                                          | Angels in America                         | HBO      |       |      |
| Ben Shenkman           | Louis Ironson / The Angel Oceania                                                          | Angels in America                         | HBO      |       |      |
| Patrick Wilson         | Joe Pitt                                                                                   | Angels in America                         | HBO      |       |      |
| William H. Macy        | John Irwin                                                                                 | Stealing Sinatra                          | Showtime |       |      |
| 2004–2005 (57th)       |                                                                                            |                                           |          |       |      |
| Paul Newman            | Max Roby                                                                                   | Empire Falls                              | HBO      |       |      |
| Philip Seymour Hoffman | C.B. Whiting / Charlie Mayne                                                               | Empire Falls                              | HBO      |       |      |
| Brian Dennehy          | Padre Dominic Spagnolia                                                                    | Our Fathers                               | Showtime |       |      |
| Christopher Plummer    | Cardeal Bernard Francis Law                                                                | Our Fathers                               | Showtime |       |      |
| Randy Quaid            | Tom Parker                                                                                 | Elvis                                     | CBS      |       |      |
| 2005–2006 (58th)       |                                                                                            |                                           |          |       |      |
| Jeremy Irons           | Earl of Leicester                                                                          | Elizabeth I                               | HBO      |       |      |
| Hugh Dancy             | Robert Devereux                                                                            | Elizabeth I                               | HBO      |       |      |
| Robert Carlyle         | Sergei Karpovich                                                                           | Human Trafficking                         | Lifetime |       |      |
| Clifton Collins Jr.    | Jack Hill                                                                                  | Thief                                     | FX       |       |      |
| Denis Lawson           | John Jarndyce                                                                              | Bleak House                               | PBS      |       |      |
| 2006–2007 (59th)       |                                                                                            |                                           |          |       |      |
| Thomas Haden Church    | Tom Harte                                                                                  | Broken Trail                              | AMC      |       |      |
| Ed Asner               | Luke Spelman                                                                               | The Christmas Card                        | Hallmark |       |      |
| Joe Mantegna           | Lou Manahan                                                                                | The Starter Wife                          | USA      |       |      |
| Aidan Quinn            | Henry L. Dawes                                                                             | Bury My Heart at Wounded Knee             | HBO      |       |      |
| August Schellenberg    | Sitting Bull                                                                               | Bury My Heart at Wounded Knee             | HBO      |       |      |
| 2007–2008 (60th)       |                                                                                            |                                           |          |       |      |
| Tom Wilkinson          | Benjamin Franklin                                                                          | John Adams                                | HBO      |       |      |
| Stephen Dillane        | Thomas Jefferson                                                                           | John Adams                                | HBO      |       |      |
| David Morse            | George Washington                                                                          | John Adams                                | HBO      |       |      |
| Bob Balaban            | Ben Ginsberg                                                                               | Recount                                   | HBO      |       |      |
| Denis Leary            | Michael Whouley                                                                            | Recount                                   | HBO      |       |      |
| 2008–2009 (61st)       |                                                                                            |                                           |          |       |      |
| Ken Howard             | Phelan Beale                                                                               | Grey Gardens                              | HBO      |       |      |
| Len Cariou             | Franklin D. Roosevelt                                                                      | Into the Storm                            | HBO      |       |      |
| Bob Newhart            | Judson                                                                                     | The Librarian: Curse of the Judas Chalice | TNT      |       |      |
| Tom Courtenay          | William Dorrit                                                                             | Little Dorrit                             | PBS      |       |      |
| Andy Serkis            | Rigaud / Blandois                                                                          | Little Dorrit                             | PBS      |       |      |

### 2010s
| Ano                  | Ator                        | Papel                                                     | Programa    | Canal  | Ref. |
| -------------------- | --------------------------- | --------------------------------------------------------- | ----------- | ------ | ---- |
| 2009–2010 (62nd)     |                             |                                                           |             |        |      |
| David Strathairn     | William Carlock             | Temple Grandin                                            | HBO         | [ 1 ]  |      |
| John Goodman         | Neal Nicol                  | You Don't Know Jack                                       | HBO         | [ 1 ]  |      |
| Michael Gambon       | Mr. Woodhouse               | Emma                                                      | PBS         | [ 1 ]  |      |
| Jonathan Pryce       | Mr. Buxton                  | Return to Cranford                                        | PBS         | [ 1 ]  |      |
| Patrick Stewart      | King Claudius/Ghost         | Hamlet                                                    | PBS         | [ 1 ]  |      |
| 2010–2011 (63rd)     |                             |                                                           |             |        |      |
| Guy Pearce           | Monty Beragon               | Mildred Pierce                                            | HBO         | [ 2 ]  |      |
| Brían F. O'Byrne     | Bert Pierce                 | Mildred Pierce                                            | HBO         | [ 2 ]  |      |
| Paul Giamatti        | Ben Bernanke                | Too Big to Fail                                           | HBO         | [ 2 ]  |      |
| James Woods          | Richard S. Fuld Jr.         | Too Big to Fail                                           | HBO         | [ 2 ]  |      |
| Tom Wilkinson        | Joseph P. Kennedy           | The Kennedys                                              | Reelz       | [ 2 ]  |      |
| 2011–2012 (64th)     |                             |                                                           |             |        |      |
| Tom Berenger         | Jim Vance                   | Hatfields & McCoys                                        | History     | [ 3 ]  |      |
| Denis O'Hare         | Larry Harvey                | American Horror Story                                     | FX          | [ 3 ]  |      |
| Martin Freeman       | Dr. John Watson             | Sherlock: A Scandal in Belgravia                          | PBS         | [ 3 ]  |      |
| Ed Harris            | John McCain                 | Game Change                                               | HBO         | [ 3 ]  |      |
| David Strathairn     | John Dos Passos             | Hemingway & Gellhorn                                      | HBO         | [ 3 ]  |      |
| 2012–2013 (65th)     |                             |                                                           |             |        |      |
| James Cromwell       | Dr. Arthur Arden            | American Horror Story: Asylum                             | FX          | [ 4 ]  |      |
| Zachary Quinto       | Dr. Oliver Thredson         | American Horror Story: Asylum                             | FX          | [ 4 ]  |      |
| Scott Bakula         | Bob Black                   | Behind the Candelabra                                     | HBO         | [ 4 ]  |      |
| John Benjamin Hickey | Sean Tolkey                 | The Big C: Hereafter                                      | Showtime    | [ 4 ]  |      |
| Peter Mullan         | Matt Mitcham                | Top of the Lake                                           | Sundance TV | [ 4 ]  |      |
| 2013–2014 (66th)     |                             |                                                           |             |        |      |
| Martin Freeman       | Dr. John Watson             | Sherlock: His Last Vow                                    | PBS         | [ 5 ]  |      |
| Matt Bomer           | Felix Turner                | The Normal Heart                                          | HBO         | [ 5 ]  |      |
| Joe Mantello         | Mickey Marcus               | The Normal Heart                                          | HBO         | [ 5 ]  |      |
| Alfred Molina        | Ben Weeks                   | The Normal Heart                                          | HBO         | [ 5 ]  |      |
| Jim Parsons          | Tommy Boatwright            | The Normal Heart                                          | HBO         | [ 5 ]  |      |
| Colin Hanks          | Officer Gus Grimly          | Fargo                                                     | FX          | [ 5 ]  |      |
| 2014–2015 (67th)     |                             |                                                           |             |        |      |
| Bill Murray          | Jack Kennison               | Olive Kitteridge                                          | HBO         | [ 6 ]  |      |
| Michael K. Williams  | Jack Gee                    | Bessie                                                    | HBO         | [ 6 ]  |      |
| Denis O'Hare         | Stanley                     | American Horror Story: Freak Show                         | FX          | [ 6 ]  |      |
| Finn Wittrock        | Daniel "Dandy" Mott         | American Horror Story: Freak Show                         | FX          | [ 6 ]  |      |
| Richard Cabral       | Hector Tontz                | American Crime                                            | ABC         | [ 6 ]  |      |
| Damian Lewis         | Henrique VIII de Inglaterra | Wolf Hall                                                 | PBS         | [ 6 ]  |      |
| 2015–2016 (68th)     |                             |                                                           |             |        |      |
| Sterling K. Brown    | Christopher Darden          | The People v. O.J. Simpson: American Crime Story          | FX          | [ 7 ]  |      |
| David Schwimmer      | Robert Kardashian           | The People v. O.J. Simpson: American Crime Story          | FX          | [ 7 ]  |      |
| John Travolta        | Robert Shapiro              | The People v. O.J. Simpson: American Crime Story          | FX          | [ 7 ]  |      |
| Jesse Plemons        | Ed Blumquist                | Fargo                                                     | FX          | [ 7 ]  |      |
| Bokeem Woodbine      | Mike Milligan               | Fargo                                                     | FX          | [ 7 ]  |      |
| Hugh Laurie          | Richard Onslow Roper        | The Night Manager                                         | AMC         | [ 7 ]  |      |
| 2016–2017 (69th)     |                             |                                                           |             |        |      |
| Alexander Skarsgård  | Perry Wright                | Big Little Lies                                           | HBO         | [ 8 ]  |      |
| Bill Camp            | Dennis Box                  | The Night Of                                              | HBO         | [ 8 ]  |      |
| Michael K. Williams  | Freddy Knight               | The Night Of                                              | HBO         | [ 8 ]  |      |
| Alfred Molina        | Robert Aldrich              | Feud: Bette and Joan                                      | FX          | [ 8 ]  |      |
| Stanley Tucci        | Jack Warner                 | Feud: Bette and Joan                                      | FX          | [ 8 ]  |      |
| David Thewlis        | V. M. Varga                 | Fargo                                                     | FX          | [ 8 ]  |      |
| 2017–2018 (70th)     |                             |                                                           |             |        |      |
| Jeff Daniels         | Frank Griffin               | Godless                                                   | Netflix     | [ 9 ]  |      |
| Ricky Martin         | Antonio D'Amico             | The Assassination of Gianni Versace: American Crime Story | FX          | [ 9 ]  |      |
| Édgar Ramírez        | Gianni Versace              | The Assassination of Gianni Versace: American Crime Story | FX          | [ 9 ]  |      |
| Finn Wittrock        | Jeffrey Trail               | The Assassination of Gianni Versace: American Crime Story | FX          | [ 9 ]  |      |
| Michael Stuhlbarg    | Richard Clarke              | The Looming Tower                                         | Hulu        | [ 9 ]  |      |
| John Leguizamo       | Jacob Vasquez               | Waco                                                      | Paramount   | [ 9 ]  |      |
| Brandon Victor Dixon | Judas                       | Jesus Christ Superstar Live In Concert                    | NBC         | [ 9 ]  |      |
| 2018–2019 (71st)     |                             |                                                           |             |        |      |
| Ben Whishaw          | Norman Josiffe              | A Very English Scandal                                    | Prime Video | [ 10 ] |      |
| Stellan Skarsgård    | Boris Shcherbina            | Chernobyl                                                 | HBO         | [ 10 ] |      |
| Paul Dano            | David Sweat                 | Escape at Dannemora                                       | Showtime    | [ 10 ] |      |
| John Leguizamo       | Raymond Santana             | When They See Us                                          | Netflix     | [ 10 ] |      |
| Michael K. Williams  | Bobby McCray                | When They See Us                                          | Netflix     | [ 10 ] |      |
| Asante Blackk        | Kevin Richardson            | When They See Us                                          | Netflix     | [ 10 ] |      |

### 2020s
| Ano                      | Ator                                        | Papel                                             | Programa  | Canal  | Ref. |
| ------------------------ | ------------------------------------------- | ------------------------------------------------- | --------- | ------ | ---- |
| 2019–2020 (72nd)         |                                             |                                                   |           |        |      |
| Yahya Abdul-Mateen II    | Calvin "Cal" Abar / Doctor Manhattan        | Watchmen                                          | HBO       | [ 11 ] |      |
| Louis Gossett Jr.        | Will Reeves                                 | Watchmen                                          | HBO       | [ 11 ] |      |
| Jovan Adepo              | Will Reeves (jovem)                         | Watchmen                                          | HBO       | [ 11 ] |      |
| Tituss Burgess           | Titus Andromedon                            | Unbreakable Kimmy Schmidt: Kimmy vs. The Reverend | Netflix   | [ 11 ] |      |
| Dylan McDermott          | Ernest "Ernie" West                         | Hollywood                                         | Netflix   | [ 11 ] |      |
| Jim Parsons              | Henry Willson                               | Hollywood                                         | Netflix   | [ 11 ] |      |
| 2020–2021 (73rd)         |                                             |                                                   |           |        |      |
| Evan Peters              | Det. Colin Zabel                            | Mare of Easttown                                  | HBO       | [ 12 ] |      |
| Paapa Essiedu            | Kwame                                       | I May Destroy You                                 | HBO       | [ 12 ] |      |
| Thomas Brodie-Sangster   | Benny Watts                                 | The Queen's Gambit                                | Netflix   | [ 12 ] |      |
| Jonathan Groff           | Rei George III                              | Hamilton                                          | Disney+   | [ 12 ] |      |
| Anthony Ramos            | John Laurens e Philip Hamilton              | Hamilton                                          | Disney+   | [ 12 ] |      |
| Daveed Diggs             | Marquês de Lafayette e Thomas Jefferson     | Hamilton                                          | Disney+   | [ 12 ] |      |
| 2021–2022 (74th)         |                                             |                                                   |           |        |      |
| Murray Bartlett          | Armond                                      | The White Lotus                                   | HBO       | [ 13 ] |      |
| Jake Lacy                | Shane Patton                                | The White Lotus                                   | HBO       | [ 13 ] |      |
| Steve Zahn               | Mark Mossbacher                             | The White Lotus                                   | HBO       | [ 13 ] |      |
| Seth Rogen               | Rand Gauthier                               | Pam & Tommy                                       | Hulu      | [ 13 ] |      |
| Will Poulter             | Billy Cutler                                | Dopesick                                          | Hulu      | [ 13 ] |      |
| Peter Sarsgaard          | Rick Mountcastle                            | Dopesick                                          | Hulu      | [ 13 ] |      |
| Michael Stuhlbarg        | Richard Sackler                             | Dopesick                                          | Hulu      | [ 13 ] |      |
| 2022–2023 (75th)         |                                             |                                                   |           |        |      |
| Paul Walter Hauser       | Larry Hall                                  | Black Bird                                        | Apple TV+ | [ 14 ] |      |
| Ray Liotta (póstumo)     | James Keane Sr.                             | Black Bird                                        | Apple TV+ | [ 14 ] |      |
| Murray Bartlett          | Nick De Noia                                | Welcome to Chippendales                           | Hulu      | [ 14 ] |      |
| Richard Jenkins          | Lionel Dahmer                               | Dahmer – Monster: The Jeffrey Dahmer Story        | Netflix   | [ 14 ] |      |
| Joseph Lee               | George Nakai                                | Beef                                              | Netflix   | [ 14 ] |      |
| Young Mazino             | Paul Cho                                    | Beef                                              | Netflix   | [ 14 ] |      |
| 2023–2024 (76th)         |                                             |                                                   |           |        |      |
| Lamorne Morris           | Wittley "Witt" Farr                         | Fargo                                             | FX        | [ 15 ] |      |
| Treat Williams (póstumo) | Bill Paley                                  | Feud: Capote vs. The Swans                        | FX        | [ 15 ] |      |
| Tom Goodman-Hill         | Darrien O'Connor                            | Baby Reindeer                                     | Netflix   | [ 15 ] |      |
| Robert Downey Jr.        | Ned Godwin / Robert Hammer / Nikos Damianos | The Sympathizer                                   | HBO       | [ 15 ] |      |
| John Hawkes              | Hank Prior                                  | True Detective: Night Country                     | HBO       | [ 15 ] |      |
| Jonathan Bailey          | Timothy "Tim" Laughlin                      | Fellow Travelers                                  | Showtime  | [ 15 ] |      |
| Lewis Pullman            | Calvin Evans                                | Lessons in Chemistry                              | Apple TV+ | [ 15 ] |      |

## Recordes

### Prêmios múltiplos
2 prêmios
- Beau Bridges

### Múltiplas indicações
4 nomeações
- Brian Dennehy

3 nomeações
- Beau Bridges
- John Gielgud
- John Malkovich
- Joe Mantegna

| 2 nomeações - Alan Alda - Ralph Bellamy - Art Carney - Don Cheadle - Dabney Coleman - James Cromwell - Hume Cronyn - Charles Durning - Ed Flanders | - Martin Freeman - Danny Glover - John Glover - John Goodman - Derek Jacobi - James Earl Jones - Richard Kiley - Burgess Meredith - Alfred Molina - Denis O'Hare - Peter O'Toole | - Laurence Olivier - Christopher Plummer - Jonathan Pryce - Randy Quaid - Anthony Quayle - David Strathairn - Stanley Tucci - Tom Wilkinson - Michael K. Williams - Harold Gould - Ian McKellen - Jim Parsons - John Leguizamo |